# Fassfern
Fassfern (en gaélique écossais : An Fasadh Feàrna) est un hameau sur la rive nord du Loch Eil dans les Highlands écossais, au fond de Glen Suileag et presque en face de Duisky. Historiquement, il était épelé Fassiefern et comprenait une partie du territoire du clan Cameron. Fassfern est juste à côté de la route A830 allant de Fort William à Mallaig, et environ 10 km à l’ouest de Fort William à Lochaber. Il se trouve dans la région du conseil écossais de Highland.